# Alberto Núñez Feijóo
Alberto Núñez Feijóo (Orense, 10 de septiembre de 1961) es un político y funcionario español, actual presidente del Partido Popular desde 2022. Con anterioridad, fue presidente de la Junta de Galicia desde 2009 hasta 2022 y senador en las Cortes Generales por designación del Parlamento de Galicia, entre 2022 y 2023.
Núñez Feijóo es funcionario del Cuerpo Superior de la Administración General de la Junta de Galicia desde 1985, desempeñando distintos puestos administrativos hasta que en 1991 ingresó en la política activa, al ser nombrado para su primer cargo de designación política, secretario general técnico de la Consejería de Agricultura, Ganadería y Montes de la Junta de Galicia.
Tras ocupar diferentes cargos de ámbito autonómico, a partir de 1996 se implicó en la política nacional de la mano del ministro de Sanidad, José Manuel Romay Beccaría, con quien ya había trabajado cuando este fue consejero de Sanidad de la Junta de Galicia. Con Romay Beccaría fue secretario general de Asistencia Sanitaria y presidente de Instituto Nacional de la Salud. Posteriormente, entre 2000 y 2003 presidió la empresa pública Correos.
A partir de 2003 regresó a la política regional, entrando a formar parte del gobierno gallego presidido por Manuel Fraga, siendo vicepresidente y consejero. Tras ser elegido presidente del Partido Popular de Galicia, alcanzó la presidencia de la Junta de Galicia tras las elecciones autonómicas de 2009, y se mantuvo en el cargo hasta 2022.
En 2022, tras la crisis del Partido Popular de ese año, fue elegido como nuevo presidente nacional y, para poder hacer una mejor oposición al entonces presidente del Gobierno, Pedro Sánchez, el Parlamento de Galicia le designó como senador autonómico. Tras cosechar el PP buenos resultados en las elecciones autonómicas y municipales de mayo de 2023, Feijóo lideró al PP en las elecciones generales de julio de 2023. A pesar de ser la formación que más número de diputados logró, el Congreso rechazó la elección de Núñez Feijóo como presidente del Gobierno al no obtener la mayoría suficiente. En noviembre de 2023, con la formación del Tercer Gobierno Sánchez, Feijóo se asentó como jefe de la oposición.

## Biografía
Alberto Núñez Feijóo nació en 1961 en Orense. Su infancia trascurrió en La Peroja, un pequeño municipio de la provincia de Orense, luego estuvo interno en el centro privado de la Congregación de los Hermanos Maristas de León desde los 14 a los 17 años, hasta finalizar sus estudios de Bachillerato. Entonces se trasladó a Santiago de Compostela para cursar la licenciatura de Derecho. Desde 1985 es funcionario (ahora en excedencia) del Cuerpo Superior de la Administración General de la Junta de Galicia.
Su abuela paterna, Eladia, tenía una tienda de ultramarinos. Su madre Sira Feijóo heredó el comercio familiar y su padre Saturnino Núñez, fallecido en julio de 2016 a los 83 años, a causa de una enfermedad degenerativa, había trabajado en las hidroeléctricas de la zona.
Tiene una hermana seis años menor, Micaela.[cita requerida]
Entre 2000 y 2012 mantuvo una relación con la periodista Carmen Gámir. Desde 2013 mantiene una relación con Eva Cárdenas, exdirectora de Zara Home, con quien tiene su único hijo, Alberto, nacido el 15 de febrero de 2017.

## Carrera política

### Inicios
En julio de 1991 comenzó su carrera política institucional, siendo nombrado secretario general técnico de la Consejería de Agricultura, Ganadería y Montes de la Junta de Galicia. Tres meses más tarde accedió a la Consejería de Sanidad y Servicios Sociales de la mano de José Manuel Romay Beccaría, titular de la Consejería, para desempeñar el cargo de secretario general.
En 1996 se trasladó a Madrid para formar parte del gobierno de José María Aznar. Fue nombrado secretario general de Asistencia Sanitaria en el Ministerio de Sanidad y Consumo, cuyo titular era igualmente Romay Beccaría, y ese mismo año se convirtió en secretario general de Asistencia Sanitaria y presidente del Insalud. Entre mayo de 2000 y enero de 2003 ejerció la dirección de la entidad pública estatal Correos y Telégrafos, etapa en la que Correos viró desde el servicio público monopolístico hacia la libre competencia empresarial como sociedad anónima estatal.
En 2003 regresó a Galicia para formar parte del Gobierno de la Junta. El 18 de enero fue nombrado consejero de Política Territorial, Obras Públicas y Vivienda y un año después fue nombrado vicepresidente primero.

### Elección a presidente del PP de Galicia en 2005
Después de que Manuel Fraga ganara las elecciones al Parlamento de Galicia de 2005, pero quedando fuera del gobierno por un pacto entre el PSdeG y el BNG y, en consecuencia, retirándose del liderazgo en el PP de Galicia, se abrió una pugna por su sucesión entre varios líderes regionales. Feijóo (que en esas elecciones obtuvo el acta de diputado autonómico) con gran apoyo en La Coruña y Pontevedra; José Manuel Barreiro, con fuerte apoyo en Lugo; Xosé Cuíña Crespo, antiguo delfín de Fraga, apoyado en un primer momento por José Luis Baltar, presidente del Partido Popular de Orense, que al final acabó apoyando a Feijóo, y Enrique López Veiga antiguo consejero del Gobierno gallego. Finalmente Feijóo resultó vencedor, siendo elegido a principios de 2006 presidente del Partido Popular de Galicia. Feijóo era uno de los «barones» territoriales del PP que más apoyo mostró al entonces presidente del partido, Mariano Rajoy.

### Presidente de la Junta de Galicia

#### Primer y segundo mandato (2009-2016)
En las elecciones al Parlamento de Galicia de 2009, celebradas el 1 de marzo de 2009, se presentó como candidato a la presidencia de la Junta, consiguiendo su partido la victoria por mayoría absoluta (38 escaños de 75), lo que supuso la vuelta del PP al gobierno de la Junta de Galicia, tras la experiencia del bipartito gallego (coalición de gobierno entre PSdeG y BNG) entre 2005 y 2009. Núñez Feijóo fue nombrado presidente de la Junta de Galicia por el parlamento gallego el 16 de abril de 2009, tomando posesión del cargo dos días después.
Durante su mandato al frente de la Junta de Galicia en esa legislatura, redujo el número de consejerías de trece a ocho, y se presentó candidato a las elecciones al Parlamento de Galicia de 2012, que él mismo adelantó, en las que se proclamó presidente el 21 de octubre de 2012. Tomó posesión por segunda vez consecutiva como Presidente de la Junta de Galicia el 1 de diciembre de 2012.
En materia sanitaria se diseñó y llevó a cabo la aplicación del catálogo priorizado de medicamentos, una medida que confrontó al ejecutivo central y al autonómico. La implementación de dicho catálogo supone que, cuando hay más de un medicamento con el mismo principio activo para tratar la enfermedad y con diferente precio, el sistema sanitario financiaría el más económico.

#### Tercer y cuarto mandato (2016-2022)
En 2016 Núñez Feijóo se presentó por tercera vez consecutiva a las elecciones al Parlamento gallego. El 25 de septiembre de 2016 revalidó la mayoría absoluta del PPdeG, conservando el mismo número de escaños que en la legislatura anterior y doblando los resultados obtenidos por la segunda lista más votada, la de En Marea. De este modo se convirtió en el único presidente autonómico de ese momento en España gobernando con mayoría absoluta.
En 2018 tras la moción de censura contra Mariano Rajoy y la dimisión de este en la presidencia del Partido Popular, se le ofreció presentarse a las elecciones del partido. Él optó por quedarse al frente del gobierno gallego, pese a ser uno de los favoritos para suceder a Rajoy, dijo: «Ser presidente de la Xunta es lo que más me pesa en mi decisión».
En 2020 se presentó a la reelección como presidente de la Junta de Galicia. En las elecciones al Parlamento de Galicia de julio de 2020 obtuvo su cuarta mayoría absoluta con 42 escaños y 625 000 votos, el 47.98 % de los votos. Sacó 24 puntos respecto a la segunda fuerza política, el BNG. Hizo historia al conseguir el mismo número de mayorías absolutas que Manuel Fraga.
En 2020, aprobó la Ley de Impulso Demográfico de Galicia. En octubre de 2021, anunció la gratuidad de la educación de 0 a 3 años, tanto en guarderías públicas como privadas.

#### Valoraciones de su gestión
- En materia económica: A la llegada de Alberto Núñez Feijóo a la presidencia en 2009, el PIB per cápita de Galicia era de 20 333 €, y en 2021, el último año completo antes de su salida, era de 23 499 €, por lo que ese indicador creció un 15.6 % durante su gobierno, frente al 10.6 % del conjunto de España en ese período, donde pasó de 23 060 € a 25 500 €.[24] En lo que respecta al PIB anual, en 2009 era de 56 304 millones de euros, y antes de su salida en el año 2021 se encontraba en 63 230 millones de euros (un 12.3 % mayor), lo que supone un incremento de un 1 % anual.[25] En ese mismo periodo, España pasó de tener un PIB de 1 069 323 millones de euros a 1 206 842 millones de euros, lo que supuso un incremento total del 12.9 % (1 % anual).[26] Por otra parte, durante su gobierno aumentó la deuda pública de la región, pasando de unos 4859 millones de euros (8.6 % del PIB) a principios de 2009 a los 11 314 millones del primer trimestre de 2022 (17.2 % del PIB), lo que se traduce en un incremento del 182.85 %.[27][28] Mientras que la deuda pública del conjunto de España se incrementó un 163.81 % en ese mismo periodo (un 19 % menos que en la comunidad autónoma de Galicia), pasando de 569 535 millones de euros a 1 502 501 millones de euros.[29]
- En materia laboral: Cuando Feijóo entró en el Gobierno regional, Galicia se encontraba (conforme a los datos de la Encuesta de Población Activa de junio de 2009) con un paro del 12.6 %. Al dejar el cargo en 2022, el paro había descendido en 1.8 puntos, situándose en el 10.8 %.[30][31] En ese mismo periodo, el paro del conjunto de España bajó 4.8 puntos (pasó del 17.8 % al 12.9 %), el triple que en Galicia.[32]
- En materia de industria: Con la toma de posesión del líder popular, las exportaciones totales eran 13 957.3 millones de euros, lo que suponía el 24.79 % del PIB. En 2022, con la salida de Feijóo, las exportaciones totales pasaron a 22 258.1 millones de euros, lo que suponía el 34.59 % del PIB.[33] En ese mismo periodo, España pasó de tener unas exportaciones de 159 889.5 millones de euros (que suponían el 14.41 % del PIB estatal) a 389 208.9 millones de euros (que suponían el 29.29 % del PIB total del país).[34][35] Con respecto a la balanza comercial, en el año 2009 se situaba en 793.1 millones de euros (lo que suponía el 1.41 % del PIB)[36] y en diciembre del año 2022 dicha balanza fue 2403 millones de euros (lo que supuso el 3.49 % del PIB).[37][38]
- En materia turística: A la llegada de Feijóo en el año 2009, Galicia había recibido 3 398 518 turistas[39] y, tras finalizar su mandato en septiembre de 2022, habían visitado la región unas 4 700 000 personas[40] (lo cual supuso un incremento del 38.3 % en 13 años). Paralelamente, en ese mismo periodo, España pasó de recibir 52 177 640 turistas internacionales a 71 659 281,[41] mostrando unas cifras de incremento (un 37.37 %) muy similares a las reflejadas por la comunidad autónoma de Galicia.
- En materia de servicios públicos: El gobierno de Feijóo en Galicia recibió numerosas críticas por sus recortes en servicios públicos. Durante su mandato se cerraron 1 de cada 10 escuelas públicas (más de 140 en toda la comunidad autónoma) y se redujo la dotación en educación en más de 100 millones de euros,[42] hecho que también se ha relacionado con el envejecimiento de la población gallega [cita requerida]. Las críticas a su gestión de la sanidad pública han sido constantes y numerosas,[43] siendo especialmente criticado el cierre del paritorio de Verín.[44]

### Presidente del Partido Popular
En 2022, tras la crisis interna del PP, que puso en duda el liderazgo de Pablo Casado y lo llevó a no presentarse al Congreso Extraordinario del partido, Feijóo anunció su candidatura a presidir la formación, y en caso de ser elegido, sería por consecuencia el candidato del PP a la presidencia del Gobierno de España.
El 1 de abril dimite como presidente del PP de Galicia. El 2 de abril de 2022, en el XX Congreso Nacional Extraordinario, en la ciudad de Sevilla fue proclamado presidente del Partido Popular con el 98.35 % de los votos. Estrenó su mandato reuniéndose con el Rey Felipe VI y el presidente del Gobierno, Pedro Sánchez. El 29 de abril de 2022 anunció su dimisión como presidente de la Junta de Galicia para centrarse en su nueva etapa al frente del partido. Tras ser cesado como tal el 30 de abril, se mantuvo como presidente en funciones hasta la elección de uno nuevo por parte del Parlamento de Galicia. El Parlamento autonómico, en las sesiones del 10 y 12 de mayo de 2022, eligió a Alfonso Rueda Valenzuela como nuevo presidente de la Junta. Núñez Feijóo fue designado senador por el Parlamento de Galicia en la sesión del 24 de mayo de 2022. El objetivo de Feijóo es poder mantener un cara a cara periódico con el presidente del Gobierno, Pedro Sánchez o con otros miembros del Gobierno, al no poder hacerlo en el Congreso de los Diputados debido a que no tiene el acta de diputado.

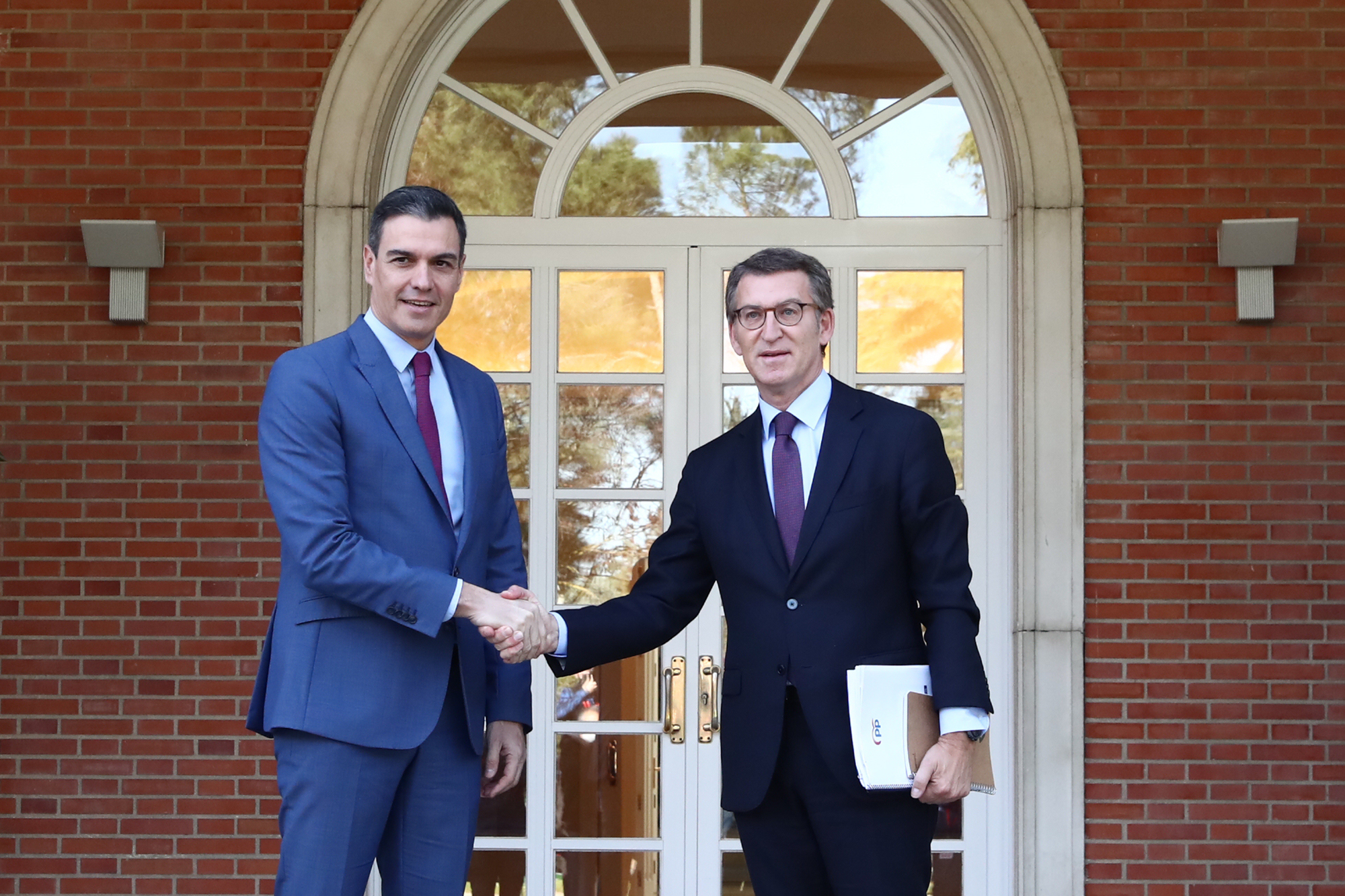
Alberto Núñez Feijóo (der.) es recibido por el presidente del Gobierno Pedro Sánchez (izq.), en abril de 2022.

Con la llegada del Núñez Feijóo al frente del Partido Popular, se estableció un nuevo organigrama, en cual se nombra como Secretaria General a Cuca Gamarra y a Elías Bendodo como Coordinador General, en el que se enfocan a crear un PP más moderado y técnico retomando la política del entendimiento con el PSOE ofreciendo una serie de Pactos de Estado.
Una vez se asienta en el poder, Núñez Feijóo se orienta de cara a las elecciones autonómicas y municipales del 28 de mayo de 2023. En dichas elecciones el PP tiñe de azul el mapa político y consigue ser el partido más votado a nivel nacional. Además, revalida sus anteriores gobiernos autonómicos y consigue la mayoría de los que estaban gobernados por el PSOE como la Comunidad Valenciana, las Islas Baleares, Extremadura y La Rioja.
Al día siguiente de las elecciones del 28 de mayo, el presidente del Gobierno, Pedro Sánchez, anunció la disolución de las Cortes y elecciones generales anticipadas para el 23 de julio de 2023. Feijóo apuntó entonces a la presidencia del Gobierno de España, partiendo como cabeza de lista al Congreso de los Diputados por la circunscripción electoral de Madrid.
En esos comicios, las candidaturas del Partido Popular consiguieron el 33 % de los votos, logrando 137 escaños de los 350 que conforman el Congreso en la XV Legislatura. El PP se convirtió así en la formación más votada, aumentado en 48 escaños respecto a sus resultados en las elecciones de 2019. No obstante, el bloque de la derecha, que incluye principalmente a Vox, no consiguió igualar o superar la mayoría absoluta en el congreso (176 diputados), lo que dificultó la investidura de Feijóo como presidente del Gobierno, a pesar de ser el candidato más votado. No obstante, Feijóo manifestó su intención de presentarse a la investidura.
El 22 de agosto, tras realizar la tradicional ronda de consultas con los partidos políticos, el rey Felipe VI le propuso como candidato a la presidencia del Gobierno. Tras el proceso de investidura llevado a cabo entre los días 26 y 29 de septiembre de 2023, el Congreso de los Diputados rechazó su candidatura tras alcanzar únicamente el apoyo de 172 diputados de los 176 necesarios.

## Posiciones políticas

### Gasto militar
A finales de junio de 2025, Alberto Núñez Feijóo declaró que, de resultar elegido presidente del Gobierno de España, una de sus primeras medidas sería aumentar el gasto militar de España del 2 al 5 % del PIB español, tal y como exige el presidente de Estados Unidos, Donald Trump. El Gobierno de Pedro Sánchez acordó subirlo del 1,2 % al 2 %, lo que supone un gasto adicional de 9400 millones de euros entre 2026 y 2028, sin embargo, en una carta al secretario general de la OTAN, Mark Rutte, Sánchez rechazó la propuesta de Trump para aumentarlo al 5 % (EE. UU. gasta en torno al 3,4 %), lo que se calcula que costaría más de 107 000 millones de euros adicionales entre 2026 y 2028, aduciendo a que es incompatible con el mantenimiento del estado de bienestar y conllevaría subidas de impuestos o recortes en otras partidas, a lo que Rutte contestó «Entiendo que España está convencida de que puede cumplir con los nuevos objetivos de capacidad acordados en una trayectoria de gasto inferior al 5 % del PIB [...] A la luz de su carta, por la presente puedo confirmar que el acuerdo en la próxima Cumbre de la OTAN dará a España la flexibilidad de determinar su propio camino soberano para alcanzar los objetivos de capacidad y los recursos anuales necesarios como parte del PIB, y para presentar sus propios planes anuales». Feijóo no indicó de dónde sacaría la financiación necesaria para aumentar el gasto militar del 2 al 5 %, pero en respuesta al plan Sánchez de subir el gasto militar del 1,2 al 2 % sin rebajar el gasto social, Feijóo avisó que, en su opinión, la subida se financia con más impuestos: «Decir que no se necesitan más recursos es inverosímil».

### Salario mínimo interprofesional (SMI)
Alberto Núñez Feijóo declaró el 20 de junio de 2025, durante el 11 Congreso de la Empresa Familiar, que «El incremento indiscriminado del salario mínimo interprofesional lo único que conlleva esfuerzo salarial de las empresas, esfuerzo impositivo de los trabajadores y recaudación para el Gobierno» criticando la subida del salario mínimo, de 735 € a 1184 € brutos, que realizó el Gobierno de Pedro Sánchez entre 2019 y 2025. En respuesta, la vicepresidenta segunda y ministra de Trabajo, Yolanda Díaz, declaró: «Se ve que es más de que los trabajadores tengan un salario mínimo como el que había cuando gobernaban ellos, de 735 euros al mes».

### Derechos laborales
El Partido Popular (PP) se opone a la reducción de la jornada laboral, argumentando que falta el aval de los empresarios para poder aplicarse y que viene por imposición del Estado. Alberto Núñez Feijóo comentó al respecto que la «mala decisión» de «imponer» la reducción de jornada solo persique que Yolanda Díaz «suba en las encuestas». En el Cerce d'Economia declaró: «Creo que al trabajador lo que más le preocupa en este momento es su salario, esa es su mayor preocupación [...] En Pymes y autónomos, aquellas que puedan reducir la jornada, pues que lleguen a un acuerdo con el convenio laboral», e indicó que de lo que él estaba a favor era de la flexibidad horaria, de poner un «banco de horas» para padres, de incrementar la productividad y disminuir el absentismo: «Estoy a favor de incrementar la productividad, que hemos bajado la productividad en España. Estoy a favor de disminuir el absentismo. Un millón de personas diariamente no van a trabajar. Más de 900 700 personas diariamente no van a trabajar. En el año 18 era la mitad, en alrededor de 500 000 personas. Hoy es el doble. Y yo creo que el principal problema de los trabajadores son sus salarios».
Sobre el eventual rechazo del PP a la reducción de jornada en el Congreso, Yolanda Díaz, ministra de Trabajo y Economía Social, indicó: «Imaginen ustedes qué hubiera pasado si hubiera caído la reforma laboral, que es lo que quería el Partido Popular. [...] El PP quería golpear al Gobierno de España, pero estaba golpeando al conjunto de los españoles [...] Hoy el PP tiene una gran duda, [...] si tumbar la reducción de la jornada laboral [...] o deberse al conjunto de los trabajadores de nuestro país, dirigirse también a las personas que le votan al PP, porque, saben ustedes, que esta es la medida que más espera el conjunto de los españoles, le voten a quien le voten. La pregunta es sencilla: ¿Va a maniobrar el señor Feijóo para tumbar la reducción de la jornada laboral? [...] ¿Quiere dañar a su país? Cuando hablo de política útil, hablo de esto. Esta norma sirve para cambiar la vida de la gente. Está en las manos de 137 diputados del PP».
Resultó polémico que en su balance del curso político, celebrado el jueves 31 de julio de 2025, Alberto Núñez Feijóo dijo: «Si ustedes pueden descansar algunas semanas, les felicito. Y los que no puedan descansar, que sepan que las vacaciones están sobrevaloradas». Usuarios de redes y políticos le reprocharon banalizar un derecho laboral básico, especialmente para quienes trabajan 11 meses al año. Posteriormente, argumentó que su frase era una broma y precisó que su intención era referirse a quienes no pueden tomarse vacaciones, como autónomos, desempleados, enfermos o estudiantes: «A quien no sabe distinguir una broma, yo le diría: tómate un albariño y descansa».
Unas semanas antes, Cayetana Álvarez de Toledo, nombrada por Feijóo como portavoz adjunta del Grupo Parlamentario Popular en el Congreso de los Diputados hizo unas declaraciones en las que cuestionaba si los españoles estarían dispuestos a renunciar a festivos, vacaciones y parte del bienestar laboral en aras de la libertad y la seguridad. Concretamente, se refirió a este sacrificio como parte del deber colectivo por defender la democracia en el contexto de una semana en la que el presidente de Francia, Emmanuel Macron, había anunciado importantes recortes en derechos del estado del bienestar para aumentar el gasto militar al 5 % de su PIB.

### «Leyes de Concordia»
El PP, a nivel autonómico, y con el visto bueno de la dirección nacional, impulsó junto a Vox las llamadas «leyes de concordia» en Aragón, Castilla y León, Comunidad Valenciana o Extremadura, que Vox exigía como condición para otorgar los gobiernos de estas comunidades autónomas al PP, con objeto de modificar a nivel autonómico la Ley de Memoria Democrática, y, según sus promotores, «unificar» la memoria histórica y reconocer «todas las víctimas» del siglo XX, no solo las del Franquismo.
Estas han sido polémicas porque eliminan los permisos para la exhumación de fosas comunes que permiten a los ciudadano identificar a sus familiares muertos de la guerra civil española, la señalización de lugares simbólicos, la catalogación de desaparecidos y las ayudas a proyectos de memoria democrática. No mencionan la dictadura franquista como tal, niegan que su carácter dictatorial deba condenarse y evitan nombrar las graves violaciones de derechos humanos ocurridas. Además, permiten restaurar monumentos o exhibir cruces y símbolos históricos si se justifican como «concordia», limitan ayudas a asociaciones de memoria (o las eliminan), y condicionan subvenciones a particulares interpretaciones. Incluyen personas afectadas por la Segunda República española, el terrorismo de ETA o la persecución ideológica en general, equiparando implícitamente estos hechos con las víctimas del Franquismo.
Los relatores de la Organización de las Naciones Unidas han alertado con contundencia que estas leyes invisibilizan las graves violaciones de derechos humanos cometidas durante el Franquismo, obstaculizan el acceso a la verdad, justicia y reparación para las víctimas y no condenan explícitamente el régimen dictatorial, lo que incumple obligaciones internacionales sobre memoria histórica.
Historiadores y expertos han denunciado su falta de rigor histórico y base científica, su «falsa equiparación» entre víctimas de regímenes democráticos y autoritarios y la mezcla inapropiada entre memoria personal y memoria social, lo que diluye la responsabilidad histórica.
En Aragón, en el pacto de gobierno para hacer presidente a Jorge Azcón, firmado en agosto de 2023, PP y Vox acordaron derogar la Ley de Memoria Democrática de Aragón y elaborar un Plan de Concordia. La primera fue derogada en febrero de 2024, substituida por la segunda norma, mediante trámite exprés, en las Cortes de Aragón en julio de 2024, omitiendo términos como «fraquismo», «dictadura» o «Guerra Civil» y reconociendo de forma genérica «violencia política» sufrida por «todas las víctimas».
En la Comunidad Valenciana, la ley de concordia fue aprobada de forma definitiva en las Cortes Valencianas el 11 de julio de 2024, derogando la anterior normativa sobre memoria democrática de 2017 y redefiniendo las víctimas reconocidas. El Tribunal Constitucional ha suspendido cautelarmente varios artículos de la llamada ley de concordia valenciana, tras admitir a trámite el recurso del presidente del Gobierno de España, Pedro Sánchez, alegando que la norma podría vulnerar los artículos 10 y 15 de la Constitución española al equiparar las víctimas del franquismo con las de la Segunda República y del terrorismo, reduciendo sus derechos a verdad, reparación y dignidad, y que invade competencias estatales —legislación penal, procesal, educativa y exhumaciones— así como incumple el deber de colaboración entre administraciones «por derogar sin coordinación» la ley vigente de memoria democrática.
En Castilla y León, la derogación de la ley de Memoria Histórica, junto con la del Violencia de Género, entre otras, fue una de las condiciones negociadas por Vox en el acuerdo de gobernabilidad con el PP desde la investidura de Alfonso Fernández Mañueco, aunque tras la salida de Vox del Gobierno, y tras la polémica generada la Junta ha pospuesto su tramitación.
En Extremadura, Vox condicionó al PP el apoyo a las medidas fiscales (entre ellas los presupuestos) a la derogación de la ley de Memoria Histórica autonómica y su sustitución por una Ley de Concordia, registrada en marzo de 2025.

## Polémicas

### Relación personal con el narcotraficante Marcial Dorado
En marzo de 2013 el periódico El País publicó unas fotografías en las que un joven Feijóo (34 años) aparecía en 1995 de vacaciones con Marcial Dorado, quien fue condenado por tráfico de drogas años después. Entre otras cosas, en ellas se podía ver cómo ambos habían viajado en una embarcación de Dorado por la costa de Ibiza. Tras la publicación de las fotografías el político negó su relación con el narcotraficante. En palabras de Feijóo: «No hay ni ha habido amistad ni estrecha ni ancha con Dorado, cuando lo conocí no sabía nada de su pasado ni a qué se dedicaba». Además, dijo que en cuanto supo que Marcial Dorado tenía una causa pendiente relacionada con el contrabando cortó su relación «social y de ocio» con él. Aseguró, por ello, que siempre había actuado dentro de la ley, ya que nunca había firmado, adjudicado o concedido contratos a empresas del narcotraficante.
Sin embargo, a comienzos de abril de 2013 el político admitió la existencia de relaciones económicas entre la Junta de Galicia y las empresas de Marcial Dorado. Esto se produjo después de que la oposición reclamase formalmente información en el Parlamento autonómico. Ahora bien, Feijóo puso el foco en el periodo en el que la comunidad fue gobernada por sus adversarios, asegurando que ellos habían dado mayores ayudas y subvenciones a tales empresas. A finales de abril de ese mismo año, la Junta remitió al Parlamento una relación de pagos redactada de manera similar a un comunicado de prensa y no atribuida a ningún departamento del Gobierno. La oposición consideró este documento insuficiente, pero Feijóo alegó que era imposible entregar más información porque los expedientes de gastos y los contratos ya habían sido destruidos. A lo largo de mayo de 2013 cambió esta justificación, asegurando que la documentación no había sido destruida pero era tanta que resultaría inmanejable y colapsaría la Administración. En el mes de noviembre la oposición recibió pruebas que acreditaban aportaciones económicas de la Junta a las empresas de Marcial Dorado. Aunque la cantidad de documentos era ingente, esta no respondía a las demandas formuladas desde abril, pues evitaba la época en la cual Feijóo era el máximo responsable del Servicio Gallego de Salud. Finalmente, la Junta alegó que perdió una parte de los contratos durante unas inundaciones que sufrió el sótano de un centro educativo de la comunidad, lugar donde habían tenido que ser archivados debido a la falta de espacio físico.
Aun cuando su relación con el narcotraficante generó este revuelo, Feijóo no dimitió como exigía la oposición. Todo ello, además, a pesar de que él mismo ya había pedido la dimisión de Anxo Quintana (antiguo vicepresidente de la Junta de Galicia) cuando se publicaron unas fotografías en las que aparecía con un empresario adjudicatario de una concesión pública.
Años después, Marcial Dorado confirmó que tenía una estrecha relación con el entonces presidente de la Junta en una entrevista con el periodista Jordi Évole. De hecho, en ella dijo que el político había dormido en su casa y que su mujer le había preparado el desayuno. Afirmó, igualmente, sentirse dolido por las declaraciones en las que Feijóo negaba su amistad. Pese a esto, el narcotraficante elogió la manera de ser y el trabajo del político: «No tiene vicios, no bebe, no fuma, no es una persona a la que le tire la fiesta. Disfruta del mar, metido en una chalupa». «Es un buen gestor, un buen político». «Conozco la honradez de Feijóo, si puedo le votaré».
Las mencionadas fotos junto al narcotraficante gallego volvieron a ser comentadas en la campaña de las elecciones generales de 2023, con Feijóo como candidato a la presidencia del Gobierno de España. Por ejemplo, en un debate celebrado el 13 de julio en la cadena de televisión La 7 y la emisora de radio Onda Regional, el candidato al Congreso de Sumar por Murcia dijo unas palabras que tuvieron mucha repercusión en las redes sociales: «Cuando cientos de jóvenes morían en Galicia por la droga, cuando las madres de Érguete enterraban a sus hijos, el señor Feijóo se iba de vacaciones y se ponía cremita con un narcotraficante. [...] Hoy aquí me gustaría decirle al señor Feijóo, que te vote Marcial Dorado, que te vote el narco del bote». Esto último haciendo alusión al eslogan «¡Que te vote Txapote!». En un mitin de Sumar celebrado en Madrid el 17 de junio, la también candidata a la presidencia del Gobierno Yolanda Díaz retó a su adversario a explicar públicamente sus vínculos con el narcotráfico. En una entrevista en el programa de La Sexta Al rojo vivo, el 19 de julio, se le preguntó a Feijóo sobre su relación con Marcial Dorado. El político dijo que desconocía a qué se dedicaba su amigo, contestando de la siguiente manera: «En aquel momento no tenía acusación por ello. Ahora es más fácil saber cosas porque hay Internet y Google. Hasta que yo le conocí, este señor no tenía ninguna causa por el narco». No obstante, en una entrevista de la COPE el 21 de julio, Feijóo reconoció que si bien sabía que Marcial Dorado era contrabandista, entonces no era conocido que este fuera narcotraficante. Asimismo, afirmó que nunca había tenido «nada que ver con la actividad final de este señor».

### Gestión al frente de la Junta de Galicia
El 3 de septiembre de 2015 tuvieron lugar en Lugo capital multitud de protestas del sector lácteo gallego que ponían el foco sobre las políticas ganaderas de la Junta, Feijóo las minimizó.
En Vigo, hubo una gran manifestación con pancartas alusivas a Feijóo quejándose de la baja en la dotación pública del Hospital Álvaro Cunqueiro. En agosto de 2024, el Consejo de Cuentas de Galicia envió un informe al Tribunal de Cuentas en el que se cuestionaba la gestión del Gobierno de Núñez Feijóo por el sobrecoste de 470 millones de euros durante la construcción del mencionado hospital.
En 2017 recibió críticas de toda la oposición por cambiar la forma de nombrar el consejo consultivo de Galicia, el cambio consistía en que los cinco miembros electos —hasta es mismo solo hay cuatro— dejaron de ser nombrados directamente por el titular de la Junta para que tres de ellos fueron propuestos por mayoría cualificada por el Parlamento, otorgando más poderes al Parlamento.
El mismo año, y tras varios años con fuertes quejas sobre su política de montes, debido a la gran oleada de incendios forestales recibió fuertes críticas de diferentes sectores además de multitud de manifestaciones por toda la comunidad autónoma.

### Declaraciones calificadas como machistas
En marzo de 2010, durante un acto con militantes de Nuevas Generaciones («Noche Solidaria con Haití»), Feijóo bromeó con citarse con una actriz allí presente, quien por aquel entonces tenía 23 años: «Voy a ser breve porque he quedado con María Mera a partir de la una en ir a tomar una copa. De momento me dijo que no, pero lo voy a intentar. [...] Y de aquí hasta que se organice la fiesta, yo voy a seguir hablando con María Mera para ver si tengo alguna posibilidad». El diario Público consideró esto una insinuación y algunos representantes locales del Bloque Nacionalista Galego calificaron las declaraciones de machistas y opinaron que el político trató a la chica «como un objeto sexual». El diario Libertad Digital, en cambio, restó importancia a tales declaraciones. Tiempo después, se le preguntó a la actriz acerca de esta polémica, en una entrevista con el diario gallego El Faro de Vigo. Mera tildó los hechos de absurdos y contestó que no le gustaba hablar sobre ellos, aclarando además que ni conocía a Feijóo ni había vuelto a hablar con él tras haberle sido presentado durante el mencionado acto.
Durante una intervención en el Parlamento de Galicia en junio de 2018, Feijóo se refirió a la diputada del Bloque Nacionalista Galego Ana Pontón, que le reprochaba un supuesto intento de acaparar protagonismo, diciendo que estaba «muy necesitada». A los pocos segundos, y después de oírse quejas por parte sus adversarios políticos, Feijóo le dijo a Pontón que retiraba sus palabras. Sin embargo, todas las diputadas de la oposición (En Marea, Partido de los Socialistas de Galicia-PSOE y Bloque Nacionalista Galego) denunciaron en un comunicado conjunto lo ocurrido, calificando la expresión de «machista» e «inaceptable» y opinando que «lo mínimo habría sido una disculpa pública y sincera».
En un mitin celebrado en Madrid en julio de 2023, Feijóo enunció lo siguiente sobre Yolanda Díaz: «Dice que la verdad no es el fijo discontinuo que está en su casa buscando un empleo aunque figure como empleado, sino que la verdad son los datos maquillados de empleo. Viendo a la vicepresidenta que lleva el empleo, de maquillaje sabe mucho». Algunos representantes de Sumar, como Elizabeth Duval (portavoz de feminismo), Mónica García (líder de Más Madrid, una de las fuerzas que integran la coalición) o Ernest Urtasun (portavoz de campaña), no tardaron en tildar estas declaraciones de machistas. Varios medios de comunicación utilizaron este mismo calificativo, así como la expresión «falta de respeto», para referirse a las palabras de Feijóo.

### Difusión de datos incorrectos sobre las pensiones públicas
En julio de 2023, durante una entrevista en el programa de Televisión Española La hora de la 1, Feijóo afirmó que su partido siempre había revalorizado las pensiones según la subida de los precios. Silvia Intxaurrondo, una de las dos personas que le estaban entrevistando, le señaló la incorrección de estas declaraciones en directo: «No es correcto, señor Feijóo». Si bien el político replicó diciendo que era «absolutamente correcto», la mencionada periodista le respondió indicando que el Partido Popular no había subido el importe las pensiones «ni en 2012, ni en 2013 ni el año 2017». Dado que Feijóo no rectificó sus afirmaciones y, además, dudó de la veracidad de los datos aportados por Intxaurrondo («Yo no sé de dónde saca usted eso», «Revise usted los datos»...), algunos diarios consideraron que estos momentos fueron un duelo o un rifirrafe. Otros, no obstante, prefirieron reflejar que el político había mentido durante la entrevista. Efectivamente, el Índice de Precios de Consumo (IPC) subió más que las pensiones en los tres años señalados por Intxaurrondo.
El 10 de julio de 2023, en un debate cara a cara con Pedro Sánchez, Feijóo también dijo: «El compromiso que tenemos como partido es revalorizar las pensiones de acuerdo con el IPC. Recuerde que votamos a favor». Esta afirmación tampoco es correcta, pues el Partido Popular votó en contra de fijar por ley la revalorización de las pensiones conforme al IPC en diciembre de 2021. Aun así, en un mitin celebrado en Madrid el día 20 de ese mismo mes, indicó: «Si miento, echadme del partido. Jamás voy a engañar a los españoles. Sea dura la verdad, la contaré. Sea desagradable la situación, la describiré. No vengo aquí a engañar a nadie».

### Voto en contra del decreto ómnibus de enero de 2025
El Partido Popular (PP) de Alberto Núñez Feijóo y Junts per Catalunya de Carles Puigdemont unieron sus votos a los de Vox en el Congreso de los Diputados para tumbar el llamado «Decreto ómnibus» que buscaba revalorizar las pensiones, ayudas a los afectados por las inundaciones de la DANA de 2024 en España o prorrogar las ayudas al transporte público, pero también un bono social eléctrico o la protección contra los desahucios a familias vulnerables, además de la devolución al PNV de un palacete que tenía en propiedad en París hace décadas y que la Gestapo confiscó para dárselo al régimen de Francisco Franco. El PP, sumando sus votos contrarios a Vox y Junts, hizo caer todas estas medidas el 22 de enero de 2025, lo cual generó bastante controversia en la sociedad. Según Feijóo, lo hicieron porque «el grupo parlamentario al que pertenezco ha estado, está y seguirá estando siempre a favor de subir las pensiones, pero no a favor de regalar inmuebles en el centro de París [...] a favor de las ayudas al transporte, pero no a que no suban los impuestos a la luz o a los alimentos», igual que está «a favor de las ayudas a Valencia, pero no a favor de proteger a los okupas». Sin embargo, tras la controversia que causó el rechazo al decreto, el PP votó a favor cuando el Gobierno volvió a presentar el decreto en el Parlamento, a pesar de que seguía incluyendo la cesión del palacete de París al PNV y la protección contra los desahucios a familias vulnerables que el PP consideraba que ayudaba a los okupas. Ciertos analistas consideron al respecto que para el PP: «Es más importante retratar la debilidad parlamentaria del Gobierno que bajar el precio del transporte».

## Cargos públicos
En la Junta de Galicia:
- Presidente de la Junta de Galicia (2009-2022).
- Vicepresidente primero de la Junta de Galicia (2004-2005).
- Consejero de Política Territorial, Obras Públicas y Vivienda de la Junta de Galicia (2003-2005).
- Vicepresidente y secretario general del Servicio Gallego de Salud (1992-1996).
- Secretario general de la Consejería de Sanidad y Servicios Sociales de la Junta de Galicia (1991-1996).
- Secretario general técnico de la Consejería de Agricultura, Ganadería y Montes de la Junta de Galicia (1991).

En la Administración General del Estado:
- Secretario general de Asistencia Sanitaria en el Ministerio de Sanidad y Consumo (1996-2000).
- Presidente de la Sociedad Estatal Correos y Telégrafos S.A. (2000-2003).
- Presidente del Insalud (1996-2000).

### Cargos en el Partido Popular
Alberto Núñez Feijóo ha desarrollado toda su carrera política en el Partido Popular, ocupando los siguientes cargos:
- Miembro del Comité de Dirección del PP de Orense (2002).
- Miembro del Comité provincial del PP de Orense (2002).
- Miembro del Comité de Dirección del PP en Pontevedra (2004).
- Miembro del Comité provincial del PP de Pontevedra (2004).
- Miembro del Comité Ejecutivo Nacional del Partido Popular (desde el año 2005).
- Diputado autonómico del PPdeG por Pontevedra (agosto de 2005).
- Presidente del PPdeG en el XIII Congreso celebrado el 15 de enero de 2006, hasta el 2 de abril de 2022.
- Presidente del Partido Popular en el XX Congreso celebrado el 2 de abril de 2022, actualmente en el cargo.